# Zbigniew Cybulski
Zbigniew Hubert Cybulski, 3. listopadu 1927, Kniaże, Polsko (dnes Ukrajina) – 8. ledna 1967, Vratislav, byl polský herec, velká hvězda spjatá s tzv. polskou filmovou školou, označovaný často jako „polský James Dean“.

## Životopis
Narodil se na Haliči, ve vsi Kniaże poblíž Sňatynu, na samé jihovýchodní výspě tehdejšího Polska u hranic s Rumunskem (dnes se celá oblast nachází na západní Ukrajině). Když mu bylo 12 let, začala druhá světová válka, která hluboce ovlivnila osud jeho rodiny. Otec byl zatčen a deportován do koncentračního tábora. Podařilo se mu však uprchnout do Francie, kde se zapojil do odboje. Matka, aby nebyla zatčena, vstoupila do armády. Postupně bojovala v Sovětském svazu a na Blízkém východě. Zbigniew společně s bratrem strávili celou válku ve Varšavě u prarodičů. Aby přežili, museli si přivydělávat šitím rukavic a roznáškou novin. Po skončení války se všichni opět shledali a přestěhovali se do Katovic.
Zbigniew odmaturoval v roce 1947 na gymnáziu v Dzierżoniówě. Další jeho studijní kroky vedly na universitu v Krakově. Zde studoval obchodní akademii, později přestoupil na Vysokou školu společenských věd, na studium žurnalistiky. Jeho touha po herectví však zvítězila, přihlásil se do krakovské Státní divadelní školy, kterou úspěšně absolvoval v roce 1953.  Následně odjel do Gdaňska, kde debutoval v divadle ve hře Friedricha Schillera Intriky a láska. Společně se spolužáky tam založili experimentální divadlo Bim Bom. Byl velmi činný, kromě hraní se věnoval i psaní textů a režírování. 
První příležitost před filmovou kamerou dostal v roce 1954 ve filmu Andrzeje Wajdy Nezvaní hosté, ale tento jeho debut se nakonec nedostal do finálního sestřihu. Následovaly další menší role ve filmech Nebezpečná hra, Tři starty, Konec noci a Vraky. Ovlivněn gdaňskou zkušeností se Cybulski hlásil na studium na lodžské filmové škole, na studium režie však nebyl přijat.
Wajdovo filmové drama Popel a démant z roku 1958, ve kterém dostal hlavní roli Matěje Chmelnického, ho v jeho třiceti letech vyneslo na herecké výsluní. Stal se idolem polské mládeže, která napodobovala chování, oblékání (bunda, džínsy, černé brýle) a styl jeho postavy. Kritika ho srovnávala s americkým hercem Jamesem Deanem. Následovaly další velké role: Válečný kříž, Vlak, Nevinní čarodějové, Rozchod. Přicházely nabídky i ze zahraničí, pod režijním vedením francouzského režiséra Jacquesa Baratiera sehrál dvojroli diktátora Prado Rotha a jeho vraha ve filmu Loutky. Chtěl se však oprostit od zavedeného typu a obhájit si vlastní osobnost.
Na začátku šedesátých let se přestěhoval do Varšavy, kde vystupoval v kabaretu Wagabunda a v divadle Ateneum. Objevil se i v televizních inscenacích.
Po dalším filmu Jak být milována (1962), kde hrál postavu morálně rozvráceného herce Viktora Rawicze, přišla změna a začal dostávat také komediální role, např. v komedii Jejich všední den nebo Giuseppe ve Varšavě. Nakonec přijal i nabídku na romantický kostýmní film, Rukopis nalezený v Zaragoze s rolí kapitána Alfonse van Wordena. Herecky vyzrával, představil se v několika dramatických a psychologicky náročnějších rolích, například ve snímku Salto nebo Šifry. Jeho posledním filmem byla adaptace Dygatova románu Disneyland, nazvaném Jowita, který měl premiéru až po jeho smrti.

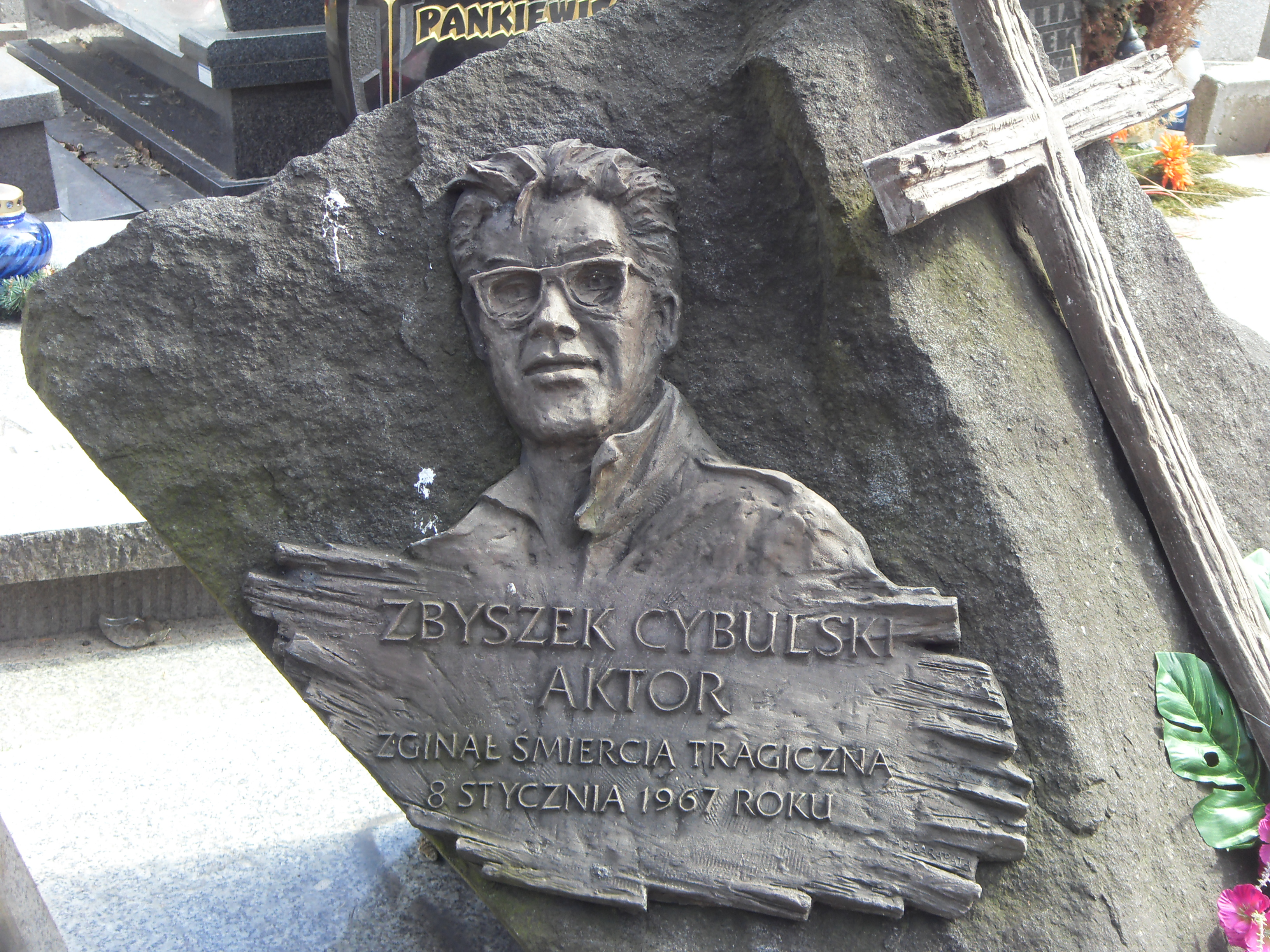
Hrob Zbigniewa Cybulského v Katovicích

Zemřel tragicky 8. ledna 1967 na nádraží ve Vratislavi, když při naskakování do rozjíždějícího se vlaku upadl a sklouzl pod jeho kola. O následných peripetiích, kdy se o jeho šokující smrti postupně dozvídá jeho profesní okolí a musí se s ní nějak vyrovnat, natočil Andrzej Wajda bezprostřední autobiografickou zpověď Vše na prodej.
Zanechal po sobě manželku a malého syna Matěje. Pohřeb se konal 12. ledna v Katovicích za velkého zájmu veřejnosti. Místem posledního odpočinku je rodinná hrobka na hřbitově v ulici Henryka Sienkiewicze. V roce 2007 zde byl instalován náhrobní kámen s křížem a basreliéfem s hercovým portrétem.

## Filmografie (výběr)
- Nezvaní hosté (Pokolenie, r. Andrzej Wajda, 1955)
- Nebezpečná hra (Kariera, r. Jan Koecher, 1955)
- Tři starty (Trzy starty, r. Ewa Petelska, Czesław Petelski, Stanislaw Lenartowicz, 1955)
- Konec noci (Koniec nocy, r. Julian Dziedzina, Paweł Komorowski, 1957)
- Vraky (Wraki, r. Czesław Petelski, Ewa Petelska, 1957)
- Popel a démant (Popiół i diament, r. Andrzej Wajda, 1958)
- Válečný kříž (Krzyż walecznych, r. Kazimierz Kutz, 1959)
- Vlak (Pociąg, r. Jerzy Kawalerowicz, 1959)
- Nevinní čarodějové (Niewinni czarodzieje, r. Andrzej Wajda, 1960)
- Rozchod (Rozstanie, r. Wojciech Has, 1961)
- Na shledanou zítra (Do widzenia, do jutra, r. Janusz Morgenstern, 1960)
- Loutky (La Poupée, 1962)
- Láska ve dvaceti letech (Amour à vingt ans, L', r. Renzo Rossellini, Shintarô Ishihara, Marcel Ophüls, Andrzej Wajda, François Truffaut, 1962)
- Jak být milována (Jak być kochaną, r. Wojciech Jerzy Has, 1963)
- Jejich všední den (Ich dzień powszedni, r. Aleksander Ścibor-Rylski, 1963)
- Rukopis nalezený v Zaragoze (Rękopis znaleziony w Saragossie, r. Wojciech Jerzy Has, 1964)
- Milovat je dobré (Att älska, r. Jörn Donner, 1964)
- Dvojitý delfín (Jutro Meksyk, r. Aleksander Ścibor-Rylski, 1966)
- Plnou parou vpřed (Cała naprzód, r. Stanisław Lenartowicz, 1967)
- Jowita (Jowita, r. Janusz Morgenstern, 1967)